# Besançon
Besançon este un oraș din estul Franței, prefectura departamentului Doubs și situat în regiunea Burgundia-Franche-Comté.
Capitală a regiunii istorice și culturale Franche-Comté, Besançon constituie astăzi un important centru administrativ în cadrul regiunii administrative Burgundia-Franche-Comté, găzduind sediul consiliului regional și al regiunii academice, precum și un anumit număr de direcții regionale. Este, de asemenea, sediul uneia dintre cele cincisprezece provincii ecleziastice franceze și un important oraș de garnizoană.
Stabilit într-un meandru al râului Doubs, orașul a jucat un rol important încă din epoca galo-romană sub numele de Vesontio, capitala poporului Sequane. Geografia sa și istoria sa specifică au făcut din ea, la rândul lor, un bastion militar, un oraș garnizoană, un centru politic și o capitală religioasă. 
Leagăn istoric al orologeriei franceze, Besançon a moștenit acest know-how pentru a deveni un important centru industrial format din companii inovatoare în domeniul microtehnologiei, micromecanicii și ingineriei biomedicale. Un oraș universitar, universitatea sa fondată în 1423 primește aproape 30.000 de studenți în fiecare an, inclusiv aproximativ 4.000 de stagiari din întreaga lume în centrul său de lingvistică aplicată.
Proclamat „primul oraș verde din Franța”, beneficiază de o calitate recunoscută a vieții. Datorită moștenirii sale istorice și culturale bogate și arhitecturii sale unice, Besançon are eticheta Orașului de Artă și Istorie din 1986, iar fortificațiile sale datorate lui Vauban sunt pe lista patrimoniului mondial UNESCO din 2008.
Besançon avea 119.198 de locuitori în 2021, fiind a 33-a cea mai populată comună din Franța. În limba franceză locuitorii se numesc Bisontins (cu forma de feminin Bisontines).

## Deviză
Utinam (Fie pe placul Domnului), a doua deviză : Deo et caesari fidelis perpetuo

## Geografie

### Situare
Orașul Besançon este situat pe axul European numit "Rhin-Rhône", format de zona creată între Marea Nordului, Marea Mediternană, Europa de Nord și Europa de Sud. Mai precis, orașul este situat la joncțiunea dintre regiunea montană a masivului Jura și câmpiile regiunii Franche-Comte.
Orașul este situat în Nord-Estul departamentului Doubs, la o distanta de 100 de km de Dijon din regiunea Bourgogne, de Lausanne în Elveția și de Belfort la porțile Alsaciei.

### Mediu natural
Orașul Besançon face parte dintr-o zonă naturală deosebită. Besançon este înconjurat de râul Doubs pe o lungime de aproape un kilometru de diametru, creând o forma de buclă aproape perfecta, închisă de "muntele" Sfântul Etienne, o regiune înaltă din Jura. Primul lucru ce poate fi remarcat de cum se ajunge în Besançon, este Citadela sa impozantă, un Fort ce a fost construit de celebrul arhitect Vauban. Orașul este înconjurat de șapte dealuri (lucru ce a inspirat celebrii scriitori ce-l comparau cu orașul Romei antice) și șapte fortificații (pe fiecare deal o fortificație).
Cu această așezare, orașul a constituit timp îndelungat locul ideal pentru dezvoltarea urbană, economică și comercială (având ieșire la fluviu, păduri, locuitorii ocupându-se în mare cu agricultura și creșterea animalelor), fiind în același timp un punct strategic militar (oraș de apărare).

### Ecologie
Besançon, cu cele 400 de hectare de parcuri, grădini și spații verzi, 2000 de hectare de păduri și 7 dealuri, este considerat primul oras "verde" din Franța. Este un oras ce a fost mereu fruntaș în ceea ce privește calitatea ecologică. S-au depus eforturi suplimentare prin instalarea unei rețele de transport în comun 100% ecologică (autobuze care funcționeaza cu gaz natural)

### Populație
Numărul de locuitori din Besançon era în jur de 114 900 la recensământul din 2004, ceea ce îl aduce pe locul 29 la nivel național.
Populația din Besancon este tânără (aprox. 60% din locuitori au mai putin de 40 de ani) și în majoritate feminină (53,6% femei).

### Climat
Orașul are doua înfluențe majore la nivel de climat:
- activitatea oceanică ce aduce o cantitate destul de importantă de ploi (atât în cantitate cât și în frecvență)
- activitatea continentală ce aduce pe timpul iernii zăpadă și temperaturi foarte scăzute iar pe timpul verii secetă și căldură excesivă.

Cele doua influențe într-un final sunt complementare, însă ceea ce trebuie remarcat este caracterul variabil al temperaturilor și al climatului din Besançon
Recordul temperaturii maximale din Besançon este de 38,8 °C (1983) și de -20,7 °C (1985). Temperatura medie în cursul anului este de 10,2 °C.

## Educație
- École nationale supérieure de mécanique et des microtechniques

## Istorie

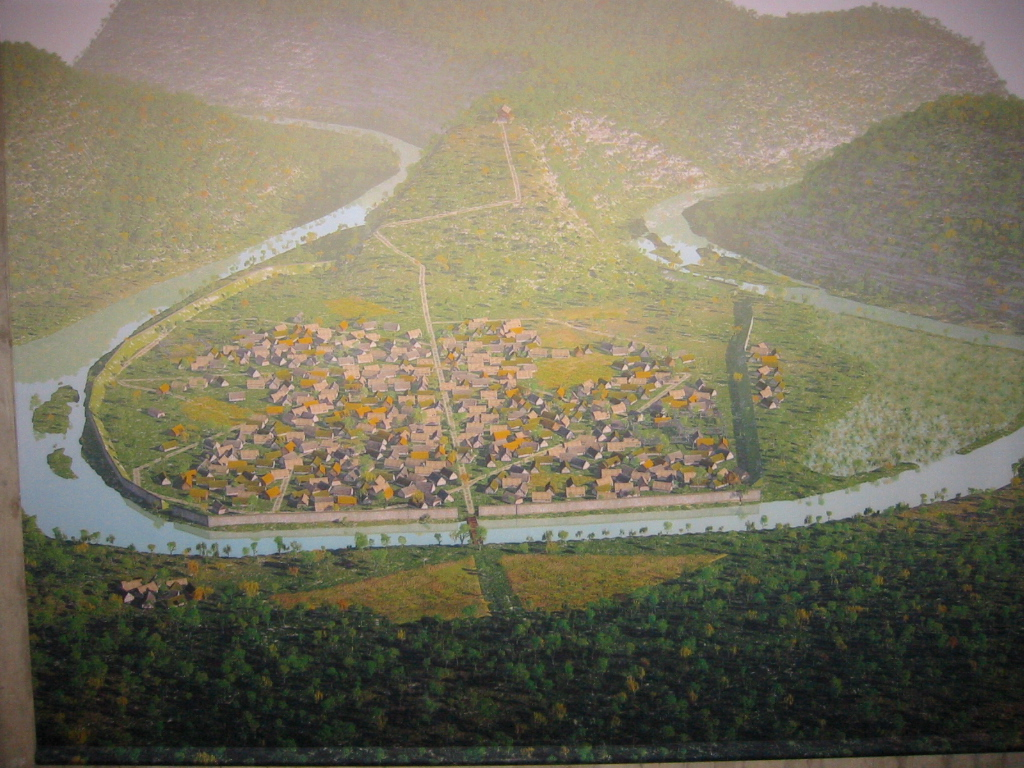
Besançonul galic

### Preistorie
- Primele urme înregistrate datează de acum 50 000 de ani și sunt ale unor triburi de vânători.

### Perioada celtă și gală
- Primul sat sedentar datează din anul -5000 î. Hr. Orașul Besançon avea numele Vesontio iar muntele Sfântul Etienne purta numele de mont Coelius. Ves înseamnă "muntele" în limba celtă. În acele timpuri toată regiunea Franche-Comte era ocupată de un trib gal important, iar Vesontio era capitala.

- Bazele orașului Vesontio au fost puse în bucla naturală a râului Doubs chiar din acele timpuri. Locuitorii utilizau dealurile din jur pentru protecția comerțului fluvial.

- Vesontio este de asemeni supranumită de grecii antici Chrysopolis (ceea ce înseamnă în greaca veche,  Orașul de aur). Besançon este considerat, începând cu evul mediu, unul dintre cei mai importanți producatori de aur (aurul era găsit în nisipul din jurul râului Doubs (se citește fonetic DU) )

### Antichitate

#### Perioada galo-romană
- Între anii -58 și -51, — Iulius Caesar anexează Galia la Imperiul Roman, iar superioritatea sa militară și strategică pe care o avea în comparație cu galii îi permite să cucerească fără mari eforturi Vesontio în -58. În acea perioadă Iulius Cesar sublinia importanța poziției strategice a orașului și mai ales protecția naturală conferită de dealurile ce îl împrejoară. Imperiul Roman va contribui în anii ce vor veni la dezvoltarea economică, urbană, culturală, arhitectură, comercială, militară și chiar și artistică.
- În timpul secolului al II-lea, creștinismul și-a făcut apariția la Besançon grație Sfinților Martiri Ferréol și Frejeux.
- 300 - După căderea Imperiului Roman, înspre anul 300, Galia va fi învadată de triburi barbare, de franci, de germanici, de burgunzi, goți, ostrogoți, vizigoți, huni, etc.. Vesontio va fi ocupat în acea perioadă de o populație tribală Germanică pe numele de burgunzi și alemani.

### Evul Mediu

#### Merovingienii
- 496 - Clovis I, în acel timp conducătorul francilor, s-a convertit la creștinism și se proclamă rege al francilor (la Reims). Va fonda prima linie de regi ai Franței, Merovingienii. Își va propune sa unească o mare parte a Galiei, de unde fac parte Sequanii din actuala regiune Franche-Comté și Vesontio.

## Personalități născute aici
- Charles Fourier (1772 - 1837), filozof, economist;
- Pierre Claude Pajol (1772 - 1844), general;
- Eugène Péclet (1793 - 1857), fizician;
- Victor Hugo (1802 - 1885), scriitor;
- Pierre-Joseph Proudhon (1809 - 1865), economist, sociolog;
- Henri Baron (1816 - 1885), artist plastic;
- Hilaire de Chardonnet (1839 - 1924), inginer, inventator;
- Arnold Lucien Montandon (1852 - 1922), entomolog;
- Louis Lumière (1864 - 1948), inginer, pionier al cinematografiei;
- Tristan Bernard (1866 - 1947), scriitor;
- Jean-Charles Valladont (n. 1989), sportiv la tir cu arcul;
- Laura Glauser (n. 1983), handbalistă;
- Khedafi Djelkhir (n. 1983), pugilist.

## Orașe înfrățite cu Besançon
- Huddersfield, Anglia din  1955, + districtul Kirklees in 1995
- Freiburg, Germania din  1959
- Pavia, Italia din  1964
- Hadera, Israel din  1964
- Neuchâtel, Elveția din  1975
- Douroula, Burkina Faso din  1985
- Kuopio, Finlanda din  1986
- Man (Coasta de Fildeș), Coasta de Fildeș din  1991, protocol de cooperare descentralizată
- Tver, Rusia din  1996 (act de prietenie semnat în 1988)
- Bistrița, România din  1997 (relații amicale din 1990)
- Bielsko-Biała, Polonia din  2000 (protocol de cooperare semnat în 1993)
- Charlottesville, Statele Unite ale Americii din  2004

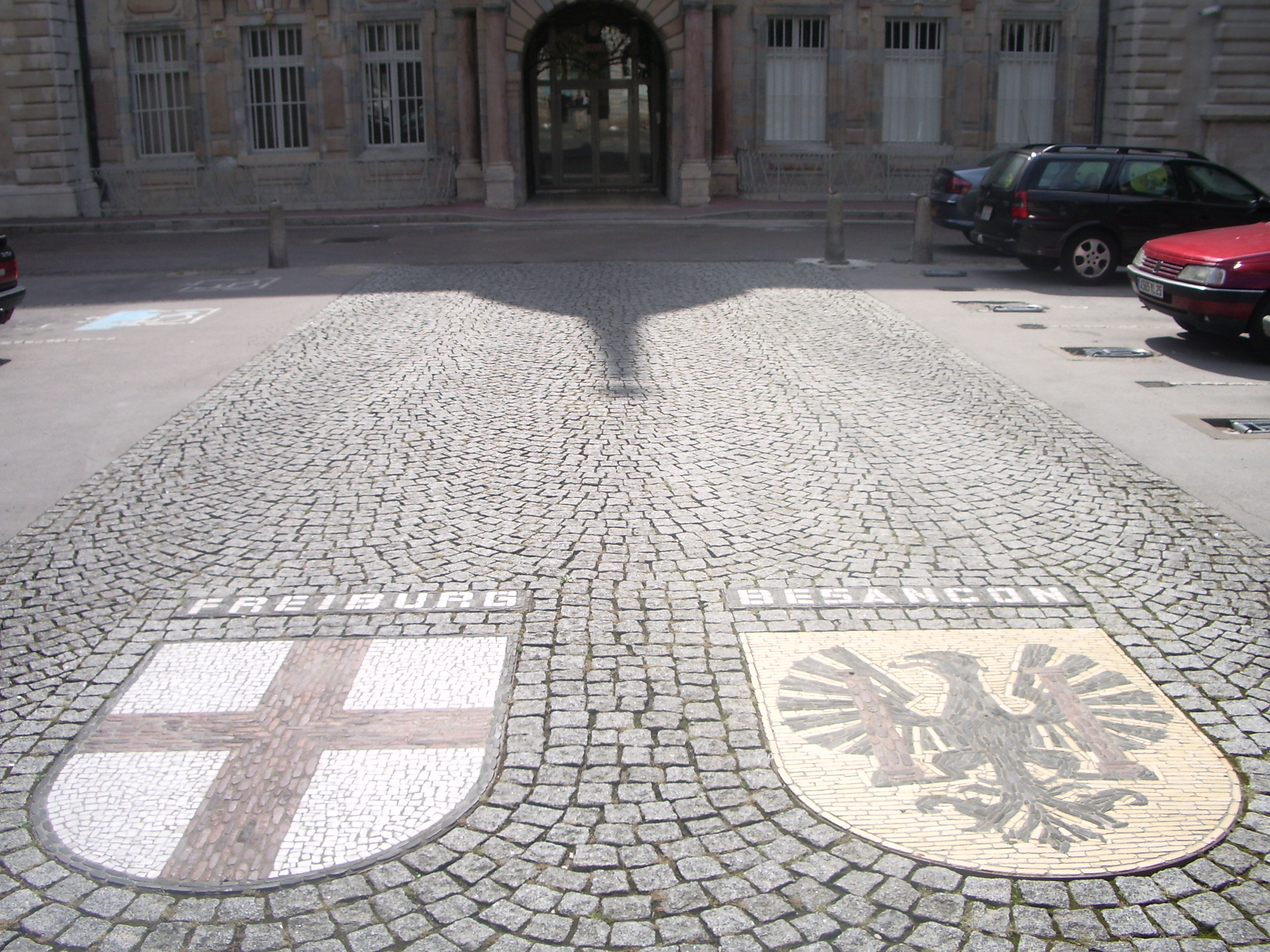
Blazon Besançon și Blazon Freiburg